# Erich Scheurmann
Erich Scheurmann (Hamburg, 1878 - Arnsfeld, 1957) fou un escriptor i pintor suís. És consegut per ser l'autor dels discursos gens autèntics reunits amb el títol de Papalagi. A les seues obres mescla la seua ideologia cristiana i nazi de Blut und Boden i el romanticisme dels mars del sud. Fou membre del Partit Nacional Socialista dels Treballadors Alemanys i li dedicà poemes a Adolf Hitler pel seu anniversari.

## Obres
- Der Papalagi - Die Reden des Südseehäuptlings Tuiavii aus Tiavea (1920)[2]
- Zweierlei Blut (novel·la publicada el 1936)[2]